# Auride
Een auride is een verbinding die het element goud bevat in de oxidatietoestand −1.
Gewoonlijk komt goud voor als metaal met oxidatiegetal 0, of kan het geoxideerd worden tot toestanden +1, zoals in AuCl of +3 zoals in AuCl3.
Er is echter een klein aantal verbindingen bekend met cesium en rubidium waarin goud als oxidator optreedt en het auride-ion Au−1 vormt.
Het eerste voorbeeld cesiumauride (CsAu) werd in 1943 door Sommer gerapporteerd.
Hoewel zowel cesium als goud metalen zijn, en het eerder voor de hand zou liggen dat CsAu een metaallegering zou zijn, gedraagt het materiaal zich als een halfgeleider. Het is dus eerder te vergelijken met een zout als CsCl.
In 1995 berichtten Pantelouris et al. nog twee auriden, namelijk Cs3AuO en Rb3AuO. Ten eerste is het al verrassend om goud in een oxide aan te treffen; goudoxiden zijn namelijk metastabiel. Uit Au LIII XANES metingen blijkt dat de verbindingen als M+3Au−1O−2 gezien moeten worden. Het zijn dus auride-oxiden van cesium of rubidium, niet oxiden van cesium of rubidium en goud.
Beide verbindingen vormen kleurloze kristallen. Van de cesium-verbinding staat het halfgeleidend gedrag vast.